# Gonatocerus litoralis
Gonatocerus litoralis är en stekelart som först beskrevs av Alexander Henry Haliday 1833.  Gonatocerus litoralis ingår i släktet Gonatocerus och familjen dvärgsteklar. Arten är reproducerande i Sverige. Inga underarter finns listade i Catalogue of Life.